# Carmen Linares
Carmen Pacheco Rodríguez (Linares, Jaén, 25 de febrer de 1951) es una 'cantaora' de flamenc coneguda artísticament com a Carmen Linares en el panorama del flamenc i la cançó tradicional espanyola.
Carmen Linares ha assolit, per mèrits propis, un lloc privilegiat a la cultura espanyola contemporània, formant part de la millor generació del flamenc, al costat de figures com Camarón, Paco de Lucía, Enrique Morente, Manolo Sanlúcar, José Mercé i Tomatito. Carmen Linares és universalment reconeguda com una llegenda del flamenco i ha estat reconeguda amb el Premi Princesa d'Astúries de les Arts 2022.

## Biografia
Nascuda a Linares (Jaén) el 1951, es va formar com a artista durant el anys setanta treballant als tablaos de Madrid, i ja als vuitanta actua a festivals nacionals al costat d'artistes de la talla de Enrique Morente, Camarón, Carmen Mora i els germans Juan Habichuela i Pepe Habichuela. Així es com va començar tot.
Carmen ha escrit amb lletres d'or els últims 40 anys d'història de la cultura musical espanyola: Com cantaora en solitari va començar el 1980, al costat de Juan i Pepe Habichuela, Es va reivindicar en els anys noranta amb discos excel·lents i es va consolidar amb el seu disc imprescindible "Antologia de la Mujer" (1996), declarat un dels millors 10 àlbums de la història del flamenc.
Artista de projecció internacional, ha interpretat amb mestratge "El amor brujo" de Manuel de Falla, al costat d'orquestres simfòniques a escenaris de Nova York, París, Buenos Aires, Tòquio i Sidney. Tanmateix, ha participat en projectes de grans artistes com Manolo Sanlúcar, Blanca Lí, Uri Caine, Victor Ullate, Lola Herrera i Carlos Saura.
Premi Nacional de Música 2001, compta amb més de 30 títols, entre discs propis i col·laboracions, com duets inoblidables amb Joan Manuel Serrat, Silvia Pérez Cruz I Miguel Poveda. Mestra de noves generacions i la veu flamenca dels nostres poetes Federico García Lorca, Juan Ramón Jiménez i Miguel Hernández.
Al 2007 creà el seu propi segell discogràfic (Salobre), i s´ha embarcat en gires internacionals amb la seva companyia i, per descomptat, el seu recent èxit a Nova York amb l'actuació històrica que va oferir amb Marina Heredia i Arcàngel el 2018 al Carnegie Hall, i el reconeixement del Premi World Music d'Universitat de Berklee.
La temporada 2021/2022 va estrenar "Cantaora: 40 anys de flamenc", el seu nou projecte, amb un repertori imprescindible, un gran conjunt de músics,coreografies de ball, amb moments estel·lars de cante jondo i homenatges a Paco de Lucía, Enrique Morente i Mercedes Sosa. Una gira única a la que es sumaran artistes convidats de la talla de Joan Manuel Serrat, Miguel Poveda, Estrella Morente, Silvia Pérez Cruz, Pitingo, María del Mar Bonet, Martirio i Luz Casal entre d'altres.

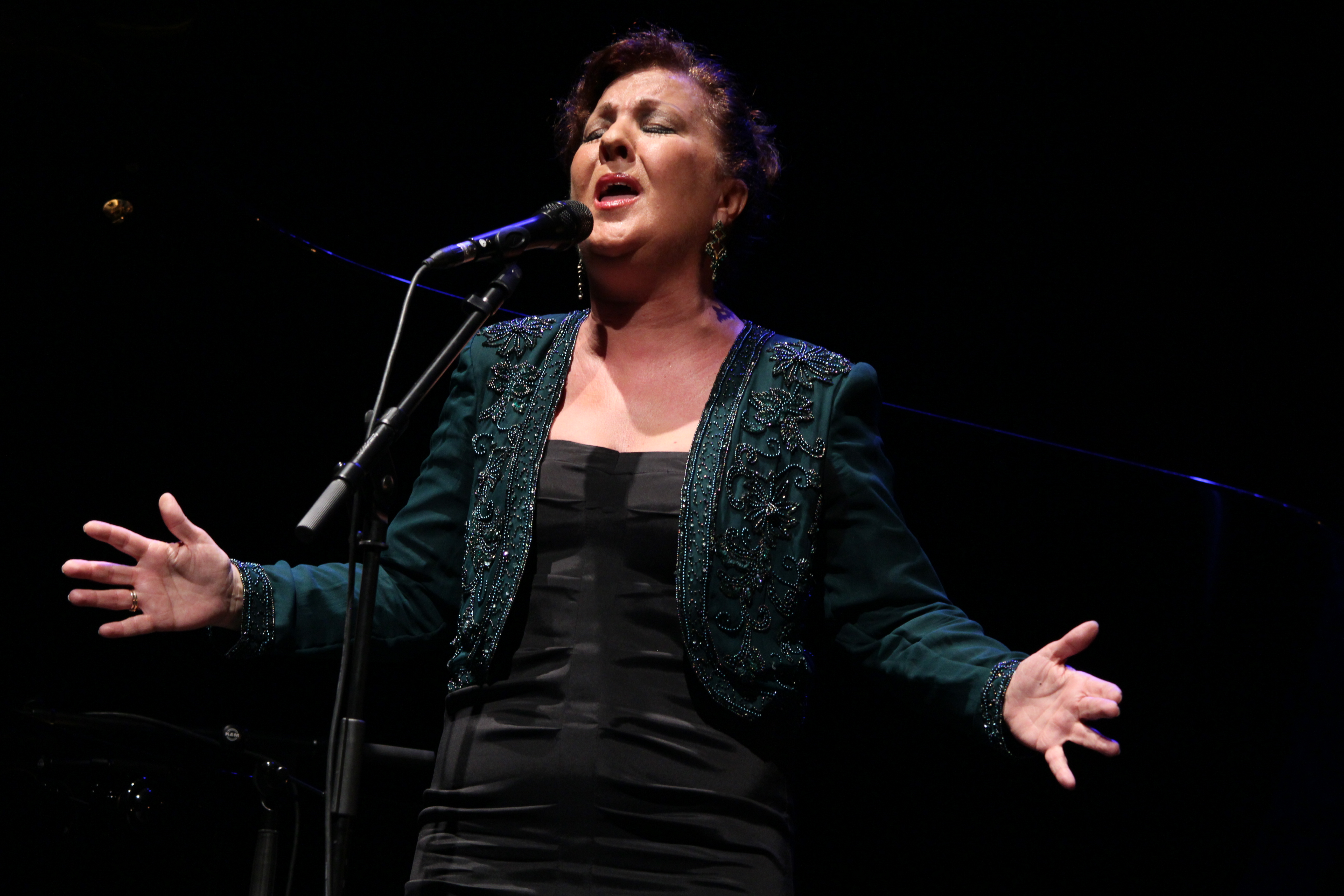
Carmen Linares, concierto 2017

"Aquest espectacle és el meu gran homenatge a l'art flamenc. Després de 40 anys de carrera en solitari, em sento orgullosa d'on he aconseguit arribar a la música, com artista i com a dona,. " CARMEN LINARES

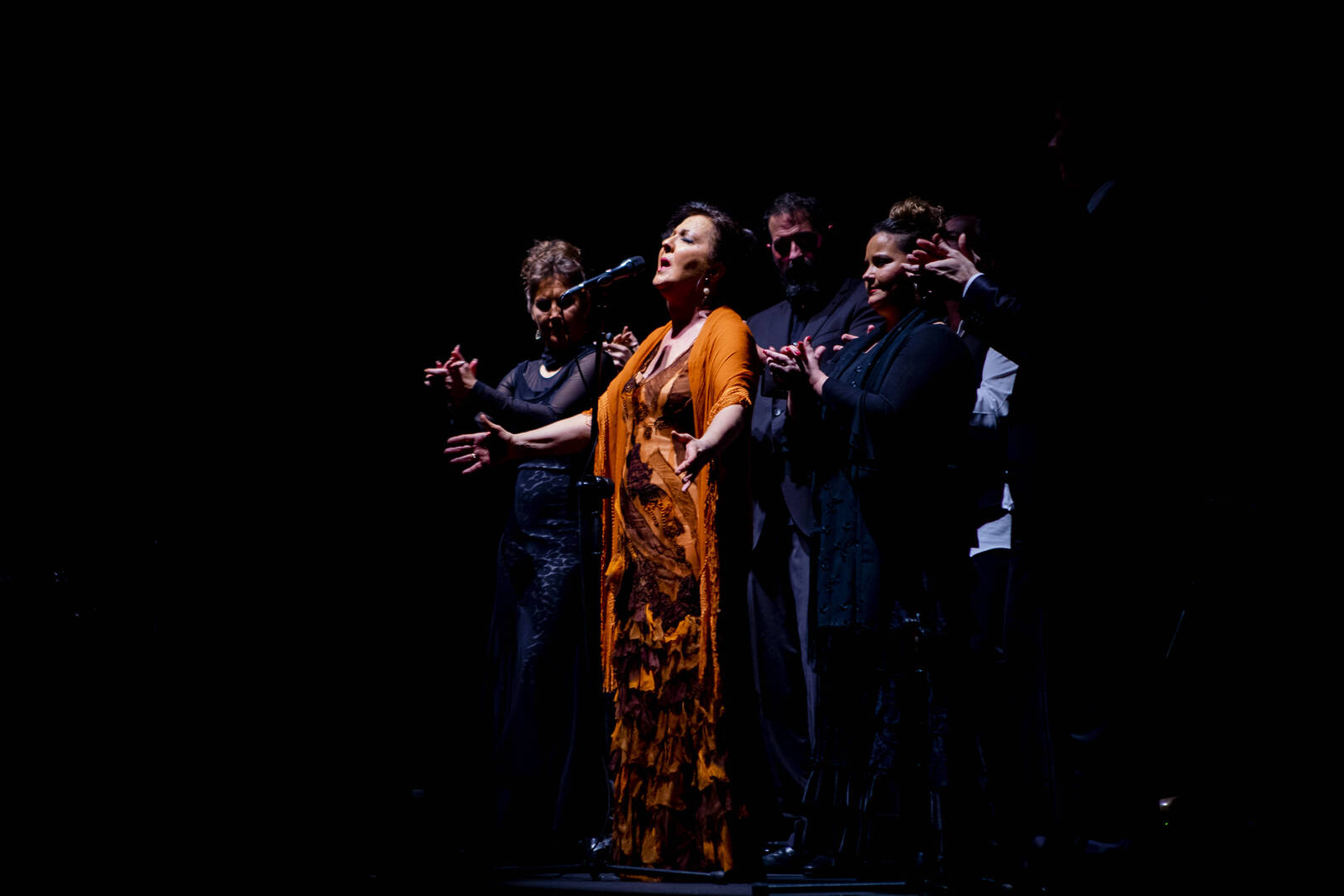
Carmen Linares, en concierto 2020

## Discografia
- "40 años de Flamenco" - Album en directe Tour 2020-2024 - (Salobre, 2024) Carmen Linares, Salvador Gutiérrez i Eduardo Espín Pacheco (guitarras), Pablo Suarez (piano), Josemi Garzón (contrabaix), Karo Sampela (percussió), Ana María González y Rosario Amador (palmas), Vanesa Aibar (ball). Artistes convidats: Miguel Poveda, Pepe Habichuela, Estrella Morente, Joan Manuel Serrat, Luz Casal, Silvia Pérez Cruz, Arcángel, Marina Heredia, Rafael Riqueni, Martirio, Lucía Espín, Miguel Ángel Cortés. Lletres de Federico García Lorca, Miguel Hernández, Juan Ramón Jiménez, Rafael Alberti, Enrique Morente, Antonio Machado, Vainica Doble, Mercedes Sosa, José Angel Valente,
- "Verso a Verso" (Salobre, 2017). Salvador Gutiérrez i Eduardo Pacheco (guitarras), Pablo Suarez (piano), Josemi Garzón (contrabaix), Karo Sampela (percussió) i com a artistes convidats Silvia Pérez Cruz (cantant) i Arcangel (cantaor). Lletres de Miguel Hernandez.
- "Remembranzas" (Salobre, 2011) Concert en directe des de Teatre de la Maestranza (Sevilla). Salvador Gutiérrez, Juan Carlos Romero, Paco Cortés, Miguel Angel Cortés, Paco Cruzado i Eduardo Pacheco (guitarras), Pablo Suarez (piano), Antonio Coronel (percussió) i com a artistes convidats Miguel Poveda (cantaor) i Javier Barón (ball).
- "Raíces y Alas" (Salobre, 2007) Juan Carlos Romero i Paco Cruzado (guitarras), Tino Di Geraldo (percussió). Lletres de Juan Ramón Jiménez.
- "Un ramito de Locura" (Universal, 2002) Gerardo Núñez i José Manuel León (guitarras), Josemi Garzón (contrabaix), Cepillo (percussió). Lletres de José Angel Valente, Jorge Luis Borges i Pepe de Lucía.
- "Locura de brisa y trino" (Universal, 1999) col·laboració amb Manolo Sanlúcar (guitarra), Isidro Muñoz (guitarra) Tino Di Geraldo (percussió). Lletres de Federico García Lorca
- "Antología de la mujer en el cante" (Universal, 1996). Tomatito, Vicente Amigo, Pepe Habichuela, Juan Habichuela, Moraito, Paco Cepero, Rafael Riqueni, Manolo Franco, José Antonio Rodríguez, Perico del Lunar, Paco Cortés y Miguel Angel Cortés (guitarras), Antonio Carmona, Manuel Soler (percussió) i Javier Barón (ball).
- "Canciones Populares de Lorca" (Auvidis, 1993). Paco Cortés y Miguel Angel Cortés (guitarras), Juan Parrilla (flauta), Bernardo Parrilla (violín), Javier Colina (contrabaix), José Antonio Galicia (percussió). Lletres de Federico García Lorca
- "La luna en el río" (Auvidis, 1991). Paco Cortés y Pedro Sierra (guitarras), Carles Benavent (baix elèctric), Jesus Heredia (percussió)
- "Cantaora" (Gasa, 1988). Paco Cortés y Pedro Sierra (guitarras), Antonio Carmona (percussió)
- "Su Cante" (Hispavox, 1988). Pepe Habichuela y Luis Habichuela (guitarras), Ketama (laud i percussió)
- "Flamenco" (Hispavox, 1978). Pepe Habichuela y Luis Habichuela (guitarras)
- "Carmen Linares" (Hispavox, 1971). Juan Habichuela (guitarra)

## Premis
- Premio Ojo Crítico Especial (2024)
- Doctora Honoris Causa Universidad de Sevilla (2023)
- Premio Grammy Latino Excelencia Musical (2023)
- Premi Princesa d'Astúries de les Arts (2022)
- Medalla d'or del Ajuntament de Madrid (2019)
- Nominació Premi Goya (2018)
- Premio Honorífico de Música (2011)
- Premi Millor Àlbum Flamenc (2007, 2017)
- Medalla d'or de las Bellas Artes (2007)
- Nominació a Grammy Latino (2002 i 2009)
- Premio Nacional de Música (2001)
- Medalla de Plata de Junta de Andalucía (1998)
- Premi de l'Acadèmia Francesa del Disc (1991)
- Premi ICARO (1988)